# 2019 VL5
El 2019 VL5 és un petit asteroide, classificat com objecte proper a la Terra del grup Aton que es mou en una ressonància orbital d'1:1 amb la Terra. Es troba en una configuració coorbital respecte de la Terra en forma de ferradura: en relació amb el Sol i la Terra, es mou cap endavant i cap enrere en forma de ferradura al voltant de l'òrbita de la Terra, amb la Terra al buit de la ferradura. Segons els càlculs orbitals, l'asteroide ha estat un cos coorbital de la Terra durant almenys 500 anys i s'hi mantindrà com a mínim durant 2.500 anys més. Durant aquest temps, romandrà en aquesta òrbita de ferradura durant almenys 800 anys i després es transferirà a una òrbita de quasisatèl·lit, per a tornar a una òrbita de ferradura al cap d'unes dècades.
La Xina planejava llançar una sonda de desviació d'asteroides dirigida al 2019 VL5 el 2025, però més tard va canviar l'objectiu al 2015 XF261.